# Wawrzyniec Rudolf
Wawrzyniec Rudolf – polski ekonomista, dr hab. nauk ekonomicznych, adiunkt Katedry Zarządzania Miastem i Regionem Wydziału Zarządzania Uniwersytetu Łódzkiego.

## Życiorys
W 1995 ukończył studia w zakresie zarządzania i marketingu na Uniwersytecie Łódzkim, 19 lutego 2001 obronił pracę doktorską Promocja miasta przemysłowego wobec inwestorów zewnętrznych, 3 kwietnia 2017  habilitował się na podstawie pracy zatytułowanej Marketing terytorialny w ujęciu relacyjnym. Pracował na Wydziale Nauk Społecznych Wyższej Szkole Ekonomii, Prawa i Nauk Medycznych im. prof. Edwarda Lipińskiego w Kielcach, oraz w Instytucie Studiów Międzynarodowych na Wydziale Studiów Międzynarodowych i Politologicznych Uniwersytetu Łódzkiego.
Objął funkcję adiunkta w Katedrze Zarządzania Miastem i Regionem Wydziału Zarządzania Uniwersytetu Łódzkiego.